# Michael B. Tretow
Michael B. Tretow (* 20. August 1944 in Östra Eneby bei Norrköping; † 20. Mai 2025 in Stockholm), bürgerlicher Name Bo Michael Tretow, war ein schwedischer Musikproduzent, Tontechniker und Musiker.

## Leben
Tretow war seit Ende der 1960er-Jahre Angestellter des schwedischen Schallplatten- und Musikverlages Polar Music.
Bekannt und erfolgreich wurde er insbesondere als hauptverantwortlicher und ausführender Studio-Tontechniker sowie Soundentwickler bei sämtlichen Titeln und Musikproduktionen der schwedischen Popgruppe ABBA. Anfangs begleitete er ABBA als Tontechniker auch bei deren Auftritten und Live-Konzerten. Er galt musikalisch als „fünftes Mitglied“ dieser Band und wurde ab 1980 zum Dank und als Anerkennung für sein langjähriges schöpferisches Wirken für die Band prozentual an den Tantiemen der letzten ABBA-Alben und Singles beteiligt. Nach dem Ende von ABBA arbeitete er noch an verschiedenen Soloprojekten der früheren ABBA-Mitglieder mit. Später war er unter anderem auch als Musikproduzent für andere schwedische und internationale Künstler tätig.
Im Jahr 2001 erlitt er einen schweren Schlaganfall. Tretow starb am 20. Mai 2025 im Alter von 80 Jahren.